# مطرناغة الكعدة (امطرناغة)
مطرناغة الكعدة هي إحدى مشيخات المملكة المغربية، تتبع جغرافيا لإقليم صفرو وإداريًا لامطرناغة. يقدر عدد سكانها بـ 3458 نسمة حسب الإحصاء الرسمي للسكان والسكنى لسنة 2004.